# Märta Torén
Märta Torén (* 21. Mai 1925 in Stockholm; † 19. Februar 1957 ebenda) war eine schwedische Schauspielerin.

## Leben
Torén war die Tochter von Helge Torén und Dagny Frisell. Ihren ersten kleinen Filmauftritt hatte sie im Jahr 1942 in dem schwedischen Film Rospiggar. Sie ging nach Hollywood und wurde für drei Jahre von den Universal Studios unter Vertrag genommen. Ihr Hollywood-Debüt gab sie 1948 in dem Film Casbah – Verbotene Gassen neben Peter Lorre und Yvonne De Carlo. Am 13. Juni 1949 zierte sie die Titelseite des Life-Magazins. Eine ihrer bekanntesten Rollen spielte sie, inzwischen bei Columbia Pictures unter Vertrag, 1951 als Violette an der Seite von Humphrey Bogart und Lee J. Cobb in der US-Produktion Sirocco – Zwischen Kairo und Damaskus des Regisseurs Curtis Bernhardt.
Im darauffolgenden Jahr wurde sie amerikanische Staatsbürgerin und heiratete den Filmproduzenten Leonardo Bercovici. 1953 übersiedelte sie mit ihrem Mann nach Rom und wurde Mutter einer Tochter. Sie arbeitete nun vermehrt in europäischen Filmen. Ihren letzten Filmauftritt hatte sie neben Amedeo Nazzari unter der Regie von César Fernández Ardavín in der spanisch-italienischen Produktion La puerta abierta im Jahr 1957. Nachdem sie zu ihren Wurzeln zurückgekehrt war und in Stockholm wieder Theater gespielt hatte, starb sie überraschend im Alter von nur 31 Jahren an einer Gehirnblutung.

## Filmografie
- 1942: Rospiggar
- 1943: Ombyte av tåg
- 1946: Eviga länkar
- 1948: Casbah – Verbotene Gassen (Casbah)
- 1948: Der Mann ohne Gesicht (Rogues’ Regiment)
- 1949: Illegal Entry
- 1949: Schwert in der Wüste (Sword in the Desert)
- 1950: One Way Street
- 1950: Spy Hunt
- 1950: Abgeschoben (Deported)
- 1950: Mystery Submarine
- 1951: Sirocco – Zwischen Kairo und Damaskus (Sirocco)
- 1952: Budapest antwortet nicht (Assignment – Paris!)
- 1952: Der Mann, der sich selbst nicht kannte (The Man Who Watched Trains Go By)
- 1953: Puccini – Liebling der Frauen, Meister der Melodien (Puccini)
- 1954: Magdalena – Tagebuch einer Verlorenen (Maddalena)
- 1954: Casa Ricordi
- 1954: L'ombra
- 1955: Wandel des Herzens (La vena d'oro)
- 1956: Tormento d'amore
- 1957: La puerta abierta